# 1069-1060 v.Chr.
De jaren 1069-1060 v.Chr. (van de christelijke jaartelling) zijn een decennium in de 11e eeuw v.Chr..

## Gebeurtenissen

### Assyrië
- 1068 v.Chr. - Koning Assur-bel-kala sluit een vredesverdrag met Marduk-shapik-zeri van Babylon.

### Egypte
- 1068 v.Chr. - Farao Smendes verplaatst zijn koningszetel naar Tanis aan de Nijl-delta.
- 1064 v.Chr. - Hoge Priester Pinodjem I zorgt voor de herbegrafenis van een aantal koninklijke mummies.

### Babylonië
- 1063 v.Chr. - Koning Marduk-ahhe-eriba (1063 - 1046 v.Chr.) regeert over de vazalstaat Babylon.

### Griekenland
- 1068 v.Chr. - In Attika sneuvelt koning Kodros van Athene tijdens de invallen van de Doriërs.

<< · 1099-1090 · 1089-1080 · 1079-1070 · 1069-1060 · 1059-1050 · 1049-1040 · 1039-1030 · 1029-1020 · 1019-1010 · 1009-1000 · >>